# Hidrofob
Hidrofobnost (od grč. hydro - voda i grč. phobos - strah) je fizička osobina molekula (poznatih kao hidrofobi) da se odbijaju od vodene mase.
Hidrofobni molekuli su uglavnom nepolarni i stoga preferiraju druge neutralne molekule i nepolarne rastvarače. Hidrofobni molekuli u vodi se često grupišu i formiraju micele. Voda na hidrofobnim površinama manifestuje visoki ugao kvašenja.
Primeri hidrofobnih molekula su alkani, ulja, masti, i uopšte masne supstance. Hidrofobni materijali se koriste za uklanjanje ulja iz vode, upravljanje razlivenom naftom, i hemijskim separacionim procesima za razdvajanje nepolarnih od polarnih jedinjenja.
Termini hidrofoban i lipofilan se često poistovećuju. Međutim, ova dva termina nisu sinonimna. Dok su hidrofobne supstance često lipofilne, postoje izuzeci - kao što su silikoni i fluorougljenici.

## Hemijska pozadina
Sa termodinamičkog stanovišta, materija teži ka niskoenergetskom stanju, i vezivanje molekula umanjuje hemijsku energiju. Voda je elektronski polarizovana, te je u mogućnosti da formira interne vodonične veze, što joj daje mnoge od njenih jedinstvenih fizičkih svojstava. Pošto hidrofobi nisu elektronski polarizovani, i zato što oni nemaju sposobnost formiranja vodoničnih veza, voda odbija hidrofobe, i radije formira veze sa drugim molekulima vode. Taj efekat je uzrok hidrofobnih interakcija. Dve nepomešane faze (hidrofilna i hidrofobna) se menjaju tako da njihove odgovarajuće površine budu minimalne. Ovaj efekat se može vizuelizovati u slučaju fenomena zvanog fazno razdvajanje.

## Superhidrofobnost
Superhidrofobne površine kao što su listovi biljke lotos imaju površine koje se izuzetno teško kvase. Uglovi kvašenja su veći od 150°. Ovo se naziva efektom lotosa, i fizička je osobina primarno vezna za površinski napon, više nego za hemijska svojstva.

### Teorija
Tomas Jang je 1805. godine definisao ugao kvašenja θ analizirajući sile koje deluju na kapljicu fluida koja se nalazi na čvrstoj površini okružena gasom.
{\displaystyle \gamma _{SG}=\gamma _{SL}+\gamma _{LG}\cos {\theta }}
gde su:
- {\displaystyle \gamma _{SG}}- površinski napon između čvrste podloge i gasa;
- {\displaystyle \gamma _{SL}}- površinski napon između čvrste podloge i kapljice;
- {\displaystyle \gamma _{LG}}- površinski napon između kapljice i gasa.

θ se može izmeriti koristeći goniometar.
Vencel je utvrdio da, kada je tečnost u intimnom kontaktu sa mikrostrukturisanom površinom, θ će se promeniti u θW*
{\displaystyle \cos {\theta _{W*}}=r\cos {\theta }}
gde je r odnos stvarne površine sa projektovanim područjem. Vencelova jednačina pokazuje da mikrostrukturisanje površine pojačava prirodnu tendenciju površine. Hidrofobna površina (koja ima originalni ugao kvašenja veći od 90°) postaje više hidrofobna kada se mikrostrukturiše – novi ugao kvašenja postaje veći od originalnog. Međutim, hidrofilna površina (koja ima originalni ugao kvašenja manj od 90°) postaje više hidrofilna kada se mikrostrukturiše – novi ugao kvašenja postaje manji od originalnog. Kesi i Bekster su otkrili da ako je tečnost suspendovana na vrhovima mikrostruktura, θ će se promeniti u θCB*:
{\displaystyle \cos {\theta _{CB*}}=\varphi (\cos {\theta }+1)-1}
gde je φ deo površine čvrste materije koja dodiruje tečnost. Tečnost u Kesi-Bekster stanju je mnogo mobilnija nego u Vencel stanju.
Možemo predvideti da li treba da postoji Vencel ili Kesi-Bekster stanje računajući novi ugao kvašenja preko obe jednačine. Minimizacijom argumenata za slobodnu energiju, odnos koji predviđa manji novi ugao kvašenja je stanje koje je najverovatnije da postoji. Navedeno u matematičkom smislu, da bi Kesi-Bekster stanje postojalo, sledeća nejednakost mora biti tačna:
{\displaystyle \cos {\theta }>{\frac {\varphi -1}{r-\varphi }}}
Nedavni alternativni kriterijum za Kesi-Bekster stanje potvrđuje da ovo stanje postoji ako su sledeća dva kriterijuma ispunjena: (1) kontaktne linije sile preovladavaju telesne sile nepotpomognute težine kapljice i (2) mikrostrukture su dovoljno visoke da spreče tečnost koja premošćava mikrostruktura da dodirne bazu mikrostruktura.
Novi kriterijum za prelazak između Vencel i Kesi-Bekster stanja nedavno je razvijen na osnovu hrapavosti površine i površinske energije. Kriterijum se fokusira na sposobnost "hvatanja" vazduha ispod kapljice na grubim površinama, što bi moglo pokazati da li Vencelov ili Kesi-Beksterov model treba da bude korišćen za određenu kombinaciju hrapavosti i energije površine.
Ugao kvašenja je mera statične hidrofobnosti, a histerezis ugla kvašenja i ugao klizanja su dinamičke mere. Histerezis ugla kvašenja je fenomen koji karakteriše heterogenost površine. Kada se pipetom stavi tečnost na čvrstu tvar, tečnost će formirati neki ugao kvašenja. Kako pipeta stavlja više tečnosti, tako će kapljica povećavati zapreminu, a ugao kvašenja će se povećavati, ali će njegova trofazna granica ostati stacionarna dok iznenada ne krene napolje. Ugao kvašenja koji je kapljica imala neposredno pre izlivanja napolje naziva se napredujući ugao kvašenja. Opadajući ugao kvašenja se sada meri pumpanjem tečnosti iz kapljice. Kapljica će smanjiti svoju zapreminu, ugao kvašenja će se smanjiti, ali njegova trofazna granica će ostati stacionarna sve dok se iznenada ne povuče unutra. Ugao kvašenja kapljice neposredno pre povlačenja unutra se naziva uzmičući ugao kvašenja. Razlika između napredujućeg i uzmičućeg ugla kvašenja naziva se histerezis ugla kvašenja i može se koristiti za karakterizaciju površinske heterogenosti, hrapavosti i mobilnosti.
Površine koje nisu homogene imaće domene koji ometaju kretanje kontaktne linije. Ugao klizanja je još jedna dinamička mera hidrofobnosti i meri se deponovanjem kapljice na površinu i naginjanjem površine dok kapljica ne počne da klizi. Uopšteno, tečnosti u Kasi-Beksterovom stanju pokazuju manje uglove klizanja i histerezis ugla kvašenja nego oni u Vencelovom stanju.

## Istraživanje i razvoj
Detr i Džonson su otkrili 1964. godine da je fenomen superhidrofobnog lotusovog efekta povezan sa grubo hidrofobnim površinama, i oni su razvili teoretski model baziran na eksperimentima sa staklenim kuglicama obloženim parafinom ili TFE telomerom. O svojstvu samočišćenja superhidrofobnih mikro-nanostrukturnih površina izvešteno je 1977. godine. Razvijeni su perfluoroalkil, perfluoropolietar i RF plazmeni superhidrofobni materijali, koji se koriste za elektrovlaženje i koji su komercijalizovani za biomedicinske primene između 1986 i 1995. Ostala tehnologija i aplikacije pojavile su se od sredine 1990-ih. Za izdržljive superhidrofobne hijerarhijske kompozicije, primenjive u jednom ili dva koraka, otkriveno je 2002. godine da sadrže čestice nano veličine ≤ 100 nanometara koje prekrivaju površinu koja ima svojstva mikrometarske veličine ili čestice od ≤ 100 mikrometara. Zapaženo je da veće čestice štite manje čestice od mehaničke abrazije.
U nedavnom istraživanjima zabeležena je superhidrofobnost tako što je omogućeno da se alkilketenski dimer (AKD) očvrsne u nanostrukturnu fraktalnu površinu. Mnoge publikacije su od tada predstavile metode izrade za proizvodnju superhidrofobnih površina, uključujući taloženje čestica, sol-gel tehnike, tretmane plazmom, depoziciju parom, i tehnike livenja. Sadašnje mogućnosti za istraživanje uticaja leže uglavnom u fundamentalnom istraživanju i praktičnoj proizvodnji. Nedavno su se pojavile debate o primenljivosti Venzelovog i Kasi-Bakterovog modela. U eksperimentu osmišljenom da preispita perspektivu površinske energije tih modela i da promoviše perspektivu kontaktne linije, kapljice vode su stavljene na glatko hidrofobno mesto u grubom hidrofobnom polju, grubo hidrofobno mesto u glatkom hidrofobnom polju, i hidrofilno mesto u hidrofobnom polju. Eksperimenti su pokazali da površinska hemija i geometrija na kontaktnoj liniji utiču na kontaktni ugao i histerezu kontaktnog ugla, dok oblast površine unutar kontaktne linije nema efekta. Takođe je razmatran argument da povećana rapavost na kontaktnoj liniji povećava pokretljivost kapljica.
Mnogi hidrofobni materijali nađeni u prirodi se oslanjaju na Kasijev zakon i dvofazni su na podmikrometrskom nivou kad je jedna komponenta vazduh. Efekat lotosa je zasnovan na ovom principu. Na bazi toga su pripremljene mnoge funkcionalne superhidrofobne površine. Jedan primer bioničkog ili biomimetičkog superhidrofobnog materiala u nanotehnologiji je nanopinski film.
Jedna studija je opisala površinu vanadijum pentoksida koja reverzibilno prelazi između superhidrofobnosti i superhidrofilnosti pod uticajem UV zračenja. Prema toj studiji, bilo koja površina se može modifikovati ovim efektom primenom suspenzije poput  čestica, na primer pomoću inkdžet štampača. Nakon što se hidrofobnost indukuje interlaminarnim vazdušnim otvorima (razdvojenim rastojanjima od 2,1 nm). Objašnjen je i UV efekat. UV svetlost stvara parove elektrona i otvora, pri čemu otvori reagiraju sa kiseonikom rešetke, stvarajući površinska slobodna mesta kiseonika, dok elektroni redukuju V5+ do V3+. Kiseonična slobodna mesta popunjava voda, a upravo ova apsorpcija vode čini površinom vanadijuma hidrofilnom. Dužim odlaganjem u mraku, vodu zamenjuje kiseonik i hidrofilnost se ponovo gubi.

## Literatura
- Ben-Naim, Arieh (1980). Hydrophobic interactions. New York: Plenum Press. ISBN 978-0-306-40222-7.

## Spoljašnje veze
- Proračun i dijagramski prikaz hidrofobnosti proteina
- Novostima i informacije o superhidrofobnom premazivanju